# Luminol
Luminol je aromatska spojina, ki oddaja modro svetlobo, če je aktivirana z ustreznim oksidantom. Navadno obstaja v trdnem stanju v obliki bledo rumenih kristalov. Topna je v večini organskih topil in netopna v vodi.
Največkrat je uporabljen v forenziki za odkrivanje sledi krvi na prizorišču zločina, pa tudi pri raziskavah za odkrivanje bakra, železa in cianidov v celicah.
Luminol je bil prvič sintetiziran leta 1902 v Nemškem cesarstvu, čeprav je bila spojina poimenovana šele v dvajsetih letih 20. stoletja.

## Sinteza
Luminol se lahko sintetizira iz 3-nitroftalne kisline. Slednja je skupaj s hidrazinom (npr. N2H4) segreta v topilu z visokim vreliščem, kot je trietilen glikol. Pri tem nastopi kondenzacija in se odcepi voda, zaradi česar nastane 5-nitroftalhidrazid. Redukcija nitroskupine (NO2) v aminoskupino (NH2) s pomočjo natrijevega ditionita (Na2S2O4) povzroči nastanek luminola.

## Kemiluminiscenca
Za pojav luminiscence mora biti luminol najprej aktiviran z oksidantom. Kot aktivator je največkrat uporabljena vodna raztopina vodikovega peroksida (H2O2) in hidroksida (npr. natrijevega hidroksida, NaOH). V prisotnosti katalizatorja, kot je železo, vodikov peroksid razpade na kisik in vodo:
2 H2O2 → O2 + 2 H2O
Luminol nato reagira s hidroksidnimi anioni in nastane dianion. Peroksid, ki pri reakciji nastane, je zelo nestabilen in hitro razpade na 3-aminoftalno kislino z elektroni v vzbujenem stanju. Pri prehodu v osnovno stanju so oddani fotoni, ki ustrezajo valovni dolžini za modro svetlobo. 

## Uporaba v forenziki
Luminol je uporaben v forenziki, saj omogoča odkrivanje sledi krvi, čeprav so bile očiščene ali odstranjene. Vodna raztopina luminola in oksidanta je razpršena po mestu, ki v primeru prisotnosti krvi reagira z železom v hemoglobinu (Hb) in oddaja modro svetlobo približno 30 sekund. Za odkrivanje sledi je potreben zatemnjeni prostor. Potrebna količina katalizatorja (v tem primeru železa v Hb) je zelo majhna v primerjavi s količino luminola, zaradi česar se lahko odkrije tudi najmanjše sledi krvi. Uporaba ima svoje slabosti, saj poteče reakcija tudi v prisotnosti bakra ali bakrovih spojin (npr. v kemičnih čistilih) in živalske krvi. Kljub temu je lahko DNA iz krvni celic izoliran po obdelavi z luminolom.